# رنینگلست
رنینگلست (به لاتین: Reningelst) یک منطقهٔ مسکونی در بلژیک است که در پپرنژ واقع شده‌است. رنینگلست ۱۵٫۲۰ کیلومتر مربع مساحت و ۱٬۴۰۵ نفر جمعیت دارد.